# Les Écumeurs du Sud
Pour plus de détails, voir Fiche technique et Distribution.
Les Écumeurs du Sud (titre original : Winners of the Wilderness) est un film américain réalisé par W. S. Van Dyke, sorti en 1927.

## Synopsis
Pendant la Guerre de la Conquête, René Contrecœur, la fille d'un général français, tombe amoureuse d'un soldat de fortune.

## Fiche technique
- Titre : Les Écumeurs du Sud
- Titre original : Winners of the Wilderness
- Réalisation : W. S. Van Dyke
- Scénario : Josephine Chippo et John T. Neville
- Intertitres : Marian Ainslee
- Société de production : MGM
- Image : Clyde De Vinna
- Montage : Conrad A. Nervig
- Direction artistique : David Townsend
- Costumes : Lucia Coulter
- Pays d'origine :  États-Unis
- Langue : Anglais
- Format : Noir et blanc, Couleur (Technicolor) (une séquence) - film muet
- Genre : Western ; Film dramatique ; >Film d'aventure
- Durée : 68 minutes (1 h 08)
- Dates de sortie : 
  - États-Unis : 15 janvier 1927

## Distribution
- Tim McCoy : Colonel Sir Dennis O'Hara
- Joan Crawford : René Contrecœur
- Edward Connelly : Général Contrecœur
- Roy D'Arcy : Capitaine Dumas
- Louise Lorraine : Mimi
- Edward Hearn : Général George Washington
- Tom O'Brien : Timothy
- Will Walling : Général Edward Braddock
- Frank Currier : Gouverneur de Vaudreuil
- Lionel Belmore : Gouverneur Dinwiddie de Virginie
- Chef John Big Tree : Chef Pontiac
- Jean Arthur : Non créditée